# Амулет Самарканда
Амулет Самарканда — первая книга в «Трилогии Бартимеуса», лауреата мифопоэтической премии 2006 года. Автор: английский писатель Джонатан Страуд.

## Сюжет
Действие книги происходит в «альтернативной» Британии, которой правят маги-демонологи.
Натаниэль, способный ученик волшебника, призывает джинна Бартимеуса и приказывает ему похитить у могущественного волшебника Саймона Лавлейса Амулет Самарканда — древний артефакт, защищающий владельца от магических атак. Бартимеус похищает Амулет, и Лавлейс начинает искать вора по всему Лондону. С помощью гадательного зеркала и джинна, Натаниэль уличает Лавлейса в подготовке государственной измены и хочет его остановить.

## Основные персонажи
Транскрипция имён дана в соответствии с опубликованным переводом.
Волшебники
- Натаниэль (Nathaniel) — 12-летний ученик волшебника. Для окружающих он Джон Мэндрейк (John Mandrake), поскольку истинное имя волшебника должно быть тайной.
- Артур Андервуд (Arthur Underwood) — наставник Натаниэля.
- Саймон Лавлейс (Simon Lovelace) — беспринципный и безжалостный интриган-заговорщик.
- Руперт Деверокс (Rupert Deveraux) — британский премьер-министр.
- Джессика Уайтвелл (Jessica Whitwell) — правительственный министр безопасности.

Духи
- Бартимеус (Bartimaeus) — джинн 4-го уровня, слуга и помощник Натаниэля.
- Симпкин (Simpkin) — демон-фолиот.
- Джабор (Jabor) — могучий демон, слуга Лавлейса.
- Факварл (Faquarl) — другой демон, слуга Лавлейса.
- Рамутра (Ramuthra) — могущественный демон-убийца.

Простолюдины
- Китти (Кэтлин) Джонс (Kitty Jones), юная участница Сопротивления тирании волшебников.
- Марта Андервуд (Martha Underwood), жена Артура Андервуда, друг Натаниэля.

## Награды
- A 2004 ALA Notable Book
- A 2004 Best Books for Young Adults Top Ten Pick
- A Bank Street 2004 Best Book of the Year
- A Booklist Top 10 Fantasy Book for Youth 2004

## Рецензии
Рецензия Бориса Невского была опубликована в журнале Мир фантастики. Книга была высоко оценена рецензентом, в частности, по его мнению, она превосходит любую отдельно взятую книгу о Гарри Поттере. Борис Невский характеризует книгу прежде всего как своего рода роман воспитания — юный Натаниэль, обладая неплохими природными задатками, вырастает в среде где совершенно отсутствует положительный пример для него, и единственный, кто может научить его чему-то хорошему — это вызванный им джинн. Невский особо отметил образ джинна Бартимеуса, придающий книге определённое юмористическое звучание.
Иван Якшин в «Книжной витрине» отметил социальную составляющую романа, сравнивая описанную в романе «Магическую Британию» романа с Океанией из классической антиутопии Дж. Оруэлла — романа 1984 и Британией из фильма Бразилия 1985 года Терри Гиллиама. Эволюцию главного героя он характеризовал как «медленное, но верное» превращение «талантливого ученика волшебника … в первого ученика подавляющей индивидуальность системы». Также он высоко оценил кинематографический драйв кульминации романа.
На этот же драйв, наряду с «лихим сюжетом» и «закрученной интригой» обратила внимание и Ксения Молдавская в «Книжном обозрении», которая, впрочем, оценила книгу как «необязательную».
Василий Владимирский упоминает любителей фантастики, назвавших «Амулет Самарканда» лучшей фантастической книгой для детей, вышедшей в России в 2004 году, однако сообщает, что лично у него вызвала некоторое недоумение явно отрицательное отношение автора к магической сути описываемого им мира.

## Фильм
В 2008 году компания «Miramax» заявила о создании фильма. Также возможен выход графической новеллы по книге.